# Sung Jae-ki
Sung Jae-ki (coreano:성재기 成在基, 11 de setembro de 1967 - 26 de julho de 2013) foi ativista dos direitos humanos e do movimento Masculinismo, filósofos liberalismo da sul-coreano. Em 1999 - 2013, ele era atividade para o movimento de liberalismo eo movimento de libertação de gênero, movimento de anti-feminismo. apelido era Simheon(심헌 審軒) e Simheon(심헌 心軒).
Sung Jae-ki nasceu em Daegu. ele foi o estudo de Daeryun Ensino médio(대륜고등학교), em 1985 a 1993, Universidade Youngman(영남대학교). em 2000 a 2006, ele era operações de uma empresa de Consultoria de investimentos e imobiliário, "Thomas Mcfly Consulting & Headhunting Empresa(토마스 맥플라이 컨설팅 & 헤드헌팅사)". Também em 2000, ele foi operado para uma boate em Daegu.
Ele era o movimento anti-feminismo e disse Abolição "Igualdade de Mulher". Em 2008, ele foi um dos lideres da organização pelos direitos dos homens (남성연대 男性聯帶) e pela abolição do Ministério da Mulher na Coreia do Sul Também ele era oposto da política de Feminino preferencial especial e abolição do ministério da mulher.
que pulou da ponte Mapo em Seul, na sexta-feira, 26 de julho. Seu corpo foi encontrado na tarde do dia 29, quando flutuava sobre o rio Han(한강 漢江). ele estava um testamento, "Macho é um humano!(남자도 사람이다!)"

## Página Principal
- Grabación de un suicidio en Corea del Sur abre el debate sobre la ética de los medios de comunicación (Español)
- Activista Sung Jae-ki se suicidó frente a las cámaras de televisión (Español)
- homens club da Coreia (em coreano)
- twitter da Sung Jae-ki (em coreano)
- club da abolição atividade de Ministério da mulher (em coreano)
- associação da anti-reminism direitos humanos (em coreano)
- '이기적 여성들'에 일침…성재기, 대체 누굴까? (em coreano)
- 여성부 디도스 공격 10대 알고 보니 남성연대 前 회원 주간동아 (em coreano)
- 그는 왜 여성부 폐지에 '목숨'을 걸었나? 머니투데이 2012.01.04 (em coreano)
- South Korean channel films suicide (em inglês)
- Suicide performance and journalist ethics News Dongah (em inglês)
- Body of Sung Jae-gi found in Han River Koreaherald 2013.07.29 (English)
- Suicide performance and journalist ethics News Dongah (English)
- Police continue search for missing men's rights activist yonhapnews 2013.07.27 (English)
- Seoul ‘Bridge of Life’ Attracts More Suicide Attempts korearealtimes 2013.11.08 (English)
- Activist's 'suicide' causes huge stir Koreatimes 2013.07.26 (English)
- [Opinion] Now Showing Suicidal Performance! WHAT?! - .humanrights moniter Southkorea (English)